# Игнатьев, Анатолий Иванович
Анатолий Иванович Игнатьев (1912, Санкт-Петербург, Российская империя — 1968) — советский партийный и государственный деятель, первый секретарь Псковского окружкома ВКП(б) (1938—1940).

## Биография
Член ВКП(б) с 1932 г.
В 1929—1932 гг. находился на руководящей комсомольской работе в Мяксинском районе Ленинградской области (ныне — Вологодской области). Член Коммунистической партии с 1932 года. В 1932 году был избран секретарём партийного комитета Мяксинской машинно-тракторной станции (МТС), затем по инициативе С. М. Кирова был направлен директором вновь созданной на Псковщине Палкинской МТС.
С 1937 г. занимал посты заместителя председателя Ленинградского областного исполнительного комитета Совета депутатов трудящихся, заведующего сельскохозяйственным отделом Ленинградского областного комитета ВКП(б).
В 1938—1940 гг. — первый секретарь Псковского окружного комитета ВКП(б).
Участник Великой Отечественной войны. С июля 1941 г. находился в действующей армии, в основном на Ленинградском фронте: комиссар, заместитель начальника и начальник политического отдела различных войсковых соединений. С 1944 г. — член Военного совета 54-й, а затем 18-й армий.
В 1956 г. был уволен из рядов Советской Армии по состоянию здоровья.
Избирался депутатом Верховного Совета РСФСР 1-го созыва и членом Президиума Верховного Совета РСФСР.

## Награды и звания
Награжден орденами Трудового Красного Знамени, Красного Знамени, Красной Звезды, орденами Богдана Хмельницкого 2 степени и Отечественной войны II степени.